# 洲仔角
洲仔角（英語：Chau Tsai Kok），是香港的一個島嶼，地區行政上屬於大埔區。位於塔門以西，灣仔以東。
洲仔角是塔門洲附屬島嶼之一。
洲仔角上並沒有居民居住。